# Blohm & Voss BV 141
Blohm & Voss BV 141, tyskt taktiskt spaningsflygplan med begränsad understödsmöjlighet.
Planet byggdes enligt samma specifikationer som Focke-Wulf Fw 189 men den asymmetriska designen är helt annorlunda: den helt inglasade besättningsgondolen satt till höger om planets mittlinje och motorn med stjärtparti satt till vänster.
De första prototyperna hade bland annat dåliga flygegenskaper till följd av en för klen motor (en 645 kW BMW 132N-motor). En ny förbättrad variant togs fram och under 1941 utfördes testflygningar i fält, men på grund av förseningar i utvecklingsarbetet skrotades projektet 1943.